# 瓦萊維斯塔 (亞利桑那州)
瓦萊維斯塔（英語：Valle Vista）是位於美國亞利桑那州莫哈維縣的一個人口普查指定地區。根據2010年美國人口普查，該地人口為1659人，而該地的面積約為31.04平方千米。

## 地理
瓦萊維斯塔的座標為35°24′39″N 113°51′46″W / 35.41083°N 113.86278°W，而該地最高點為海拔高度1298米（即4258英尺）。